# Croton glandulosus
Pour les articles homonymes, voir Croton glandulosus (homonymie).
Espèce
Croton glandulosus est une espèce de plantes à fleurs du genre Croton et de la famille des Euphorbiaceae, présente au centre et à l'est des États-Unis jusqu'en Amérique tropicale.
Il a pour synonymes :
- Astraea divaricatum, (Sw.) Klotzsch
- Astraea diversifolia, Klotzsch
- Astraea glandulifera, Klotzsch ex Wawra
- Astraea klotzschii, Didr.
- Brachystachys hirta, Klotzsch
- Croton affinis, Geiseler, 1807
- Croton corchorifolius, Geiseler, 1807
- Croton divaricatus, Sw., 1788
- Croton floridanus, A.M.Ferguson, 1901
- Croton glandulosus var. angustifolius, Müll.Arg., 1866
- Croton glandulosus var. cordovensis, Müll.Arg.,
- Croton glandulosus var. crenatifolius, A.M.Ferguson, 1901
- Croton glandulosus var. croftiae, A.M.Ferguson, 1903
- Croton glandulosus var. divaricatus, (Sw.) Müll.Arg., 1866
- Croton glandulosus var. floridanus, (A.M.Ferguson) R.W.Long, 1970
- Croton glandulosus var. gardneri, Müll.Arg., 1866
- Croton glandulosus var. genuinus, Müll.Arg., 1866
- Croton glandulosus var. glabratus, Urb.
- Croton glandulosus var. hirsutus, Shinners, 1951
- Croton glandulosus var. intermedius, Müll.Arg., 1866
- Croton glandulosus var. lindheimeri, Müll.Arg., 1866
- Croton glandulosus var. martii Müll.Arg., 1873
- Croton glandulosus var. occidentalis Müll.Arg., 1873
- Croton glandulosus sublus. parvifolius, Müll.Arg.
- Croton glandulosus lusus parvifolius Müll.Arg., 1866
- Croton glandulosus var. parviseminus, Croizat, 1945
- Croton glandulosus var. pubentissimus, Croizat, 1945
- Croton glandulosus var. sagotii, Müll.Arg., 1873
- Croton glandulosus var. schomburgkianus, Müll.Arg., 1873
- Croton glandulosus var. scordioides, (Lam.) Müll.Arg., 1866
- Croton glandulosus var. septentrionalis, Müll.Arg., 1866
- Croton glandulosus var. shortii, A.M.Ferguson, 1901
- Croton glandulosus var. sieberi, Müll.Arg., 1873
- Croton glandulosus var. simpsonii, A.M.Ferguson, 1901
- Croton glandulosus lusus surinamensis, Geiseler, 1807
- Croton glandulosus var. surinamensis, Geiseler,
- Croton glandulosus var. tenellus, Müll.Arg., 1866
- Croton glandulosus forma tomentosus, Chodat & Hassl.,
- Croton glandulosus var. warmingii Müll.Arg., 1873
- Croton herbaceus, Vell., 1831
- Croton klotzschii, (Didr.) Baill., 1864
- Croton scordioides, Lam., 1786
- Decarinium glandulosum, (L.) Raff.
- Decarinium latifolium, Raff.
- Geiseleria glandulosa, (L.) Klotzsch
- Oxydectes glandulosa, (L.) Kuntze
- Oxydectes glandulosa var. genuina, Kuntze
- Pleopadium ciliatum, Raff.